# 590 г. пр.н.е.

## Събития

### В Азия

#### Във Вавилония
- Навуходоносор II (605 – 562 г. пр.н.е.) е цар на Вавилония.[1]

#### В Мидия
- Киаксар (625 – 585 г. пр.н.е.) е цар на Мидия.[2]

### В Африка

#### В Египет
- Фараон на Египет e Псамтик II (595 – 589 г. пр.н.е.).[3]

### В Европа
- Около тази година приключва „Първата свещена война“ (около 595 – 590 г. пр.н.е.). Град Кира е разрушен, а земята му е посветена на бог Аполон като култивирането ѝ е забранено.[4]
- През 590/89 г. пр.н.е. в Атина има анархия, защото борбите между политическите фракции попречват да се избере архонт.[5]